# Памятник Лютеру (Кейла)
Памятник Мартину Лютеру (эст. Martin Lutheri mälestusmärk; нем. Lutherdenkmal) в городе Кейла — первый и единственный памятник Мартину Лютеру на территории Российской империи и первый памятник с надписью на эстонском языке в Эстонии.

## История
Памятник был сооружён по инициативе местного землевладельца генерал-адъютанта и участника Бородинского сражения барона Георгия Фёдодоровича фон Мейендорфа в 1862 году. Изначально планировалось поставить статую в историческом центре Ревеля, однако это не было реализовано. Тогда барон решил поставить памятник на принадлежавшей ему земле. Автором монумента стал другой остзейский немец — Пётр Карлович Клодт. Сооружение памятника обошлось в 9000 рублей.
В 1949 году статуя была уничтожена советскими властями, а металл по одной из многочисленных легенд был использован для отливки памятника Иосифу Сталину, который затем был установлен в Таллине. В 2009 году местные жители под руководством пастора Марека Роотса расчистили место монумента и установили памятный знак.

## Описание
Полностью отлитая из бронзы статуя имела в высоту около 6 метров. Лютер был изображён в своём традиционном университетском одеянии, правая рука его была воздета к небу, а левая держала Библии.
На постаменте со всех сторон имелись надписи на эстонском языке:
- «В непреходящую память к создателю истинной лютеранской веры сооружена эта статуя для дорогого эстонского народа бароном Георгом Майердорфом в 1862 году».
- «Бодрствуйте, стойте в вере, будьте мужественны, тверды. Все у вас да будет с любовью.» (1Кор. 16:13-14).
- «Ибо благодатью вы спасены через веру, и сие не от вас, Божий дар» (Еф. 2:8).
- «Надежное пристанище — наш Бог, надежная защита и мощное оружие». (начальные слова гимна, сочинённого Лютером).